# Perfect Weapon
Perfect Weapon – drugi singiel amerykańskiej grupy post-hardcorowej Black Veil Brides z ich debiutanckiego albumu We Stitch These Wounds wydany 8 czerwca 2010 roku, napisany przez Andy'ego Biersacka.

## Lista utworów
1. "Perfect Weapon" – 4:07

## Personel
Black Veil Brides
- Andy Biersack – wokal
- Jake Pitts – gitara
- Jeremy „Jinxx” Ferguson – gitara rytmiczna
- Ashley Purdy – bas, wokal
- Sandra Alvarenga perkusja, instrumenty perkusyjne

Produkcja
- Don DeBiase – producent
- Zaprojektowane przez Johnny Burke
- Reżyseria: Patrick Fogarty